# Mashco Piro jezik
Mashco Piro jezik (ISO 639-3: cuj; isto i cujareno, cujareño, “mashco”), indijanski jezik kojim još govori oko 60 (1976 SIL) Mashco Indijanaca u peruanskom parku manu uz rijeke Cujar, Purus, Tahuamanu, Mishagua i Piedras, departman Madre de Dios. 
Mashco piro jedan je od per puruskih jezika aravalke porodice

## Vanjske poveznice
- Ethnologue (14th)
- Ethnologue (15th)